# Sesgo cultural
El sesgo cultural es el fenómeno de interpretar y juzgar fenómenos según estándares inherentes a la propia cultura. El fenómeno a veces se considera un problema central para las ciencias sociales y humanas, como la economía, la psicología, la antropología, la historia y la sociología. Algunos practicantes de los campos mencionados han intentado desarrollar métodos y teorías para compensar o eliminar el sesgo cultural.
El sesgo cultural ocurre cuando las personas de una cultura hacen suposiciones acerca de las convenciones, incluidas las convenciones del lenguaje, la notación, la prueba y la evidencia. Luego se les acusa de confundir estos supuestos con leyes de lógica o naturaleza. Existen numerosos sesgos de este tipo, relacionados con las normas culturales para el color, la selección de pareja, los conceptos de justicia, la validez lingüística y lógica, la aceptabilidad de la evidencia y los tabúes.

## Psicología
El sesgo cultural no tiene una definición a priori. En cambio, su presencia se infiere del desempeño diferencial de grupos socioraciales (por ejemplo, negros, blancos), étnicos (por ejemplo, latinos, anglosajones) o nacionales (por ejemplo, estadounidenses de EE. UU., Japoneses) en medidas de construcciones psicológicas tales como habilidades cognitivas, conocimiento o habilidades (CAKS), o síntomas de psicopatología (por ejemplo, depresión). Históricamente, el término surgió de los esfuerzos para explicar las diferencias entre los puntajes del grupo en las pruebas CAKS, principalmente de los examinados afroamericanos y latinoamericanos / hispanos en relación con sus homólogos estadounidenses de raza blanca y las preocupaciones de que los puntajes de las pruebas no se deben interpretar de la misma manera en estos casos. Si bien el concepto de sesgo cultural en las pruebas y la evaluación también se refiere a diferencias de puntaje y posibles diagnósticos erróneos con respecto a una gama más amplia de conceptos psicológicos, particularmente en psicología aplicada y otras ciencias sociales y del comportamiento, este aspecto del sesgo cultural ha recibido menos atención en la literatura relevante.
El sesgo cultural en las pruebas psicológicas se refiere a las pruebas psicológicas estandarizadas que se realizan para determinar el nivel de inteligencia entre los examinados. Se han observado limitaciones de dichas pruebas de inteligencia verbal o no verbal desde su introducción. Sin embargo, las limitaciones que ponen, debido a su particular cultura, se han realizado mucho más tarde. Se han objetado muchas pruebas, ya que produjeron resultados deficientes para las minorías étnicas o raciales (estudiantes), en comparación con las mayorías raciales. El problema no radica en la persona que realiza la prueba, sino en la prueba en sí. Como se mencionó anteriormente, el ambiente de aprendizaje, las preguntas planteadas o las situaciones dadas en la prueba pueden ser familiares y extrañas al mismo tiempo para estudiantes de diferentes orígenes.

## Ciencias económicas
El sesgo cultural en el intercambio económico a menudo se pasa por alto. Un estudio realizado en la Northwestern University sugiere que la percepción cultural que dos países tienen entre sí juega un factor importante en la actividad económica entre ellos. Este estudio sugiere que la baja confianza bilateral entre dos países resultará en menos comercio, menos inversión de cartera y menos inversión directa. Este efecto se amplifica para los bienes, ya que son más intensivos de confianza.

## Antropología
El concepto de teoría de la cultura en antropología explica que el sesgo cultural es una pieza crítica de la formación de grupos humanos.

## Sociología
Se piensa que las sociedades con creencias en conflicto probablemente tendrán un sesgo cultural, ya que depende de la posición del grupo en la sociedad, donde las construcciones sociales afectan la forma en que se produce un problema. Un ejemplo de sesgo cultural en el contexto de la sociología se puede ver en un estudio realizado en la Universidad de California por Jane R. Mercer sobre cómo las pruebas de «validez», «sesgo» y «equidad» en diferentes sistemas de creencias culturales afectan el futuro de una persona en una sociedad pluralista. Se dio una definición del sesgo cultural como «la medida en que la prueba contiene contenido cultural que generalmente es peculiar a los miembros de un grupo pero no a los miembros de otro grupo», lo que lleva a la creencia de que «la estructura interna de la prueba será diferente para los diferentes grupos culturales». Además, los diferentes tipos de errores cometidos en las pruebas basadas en la cultura dependen de diferentes grupos culturales. Esta idea avanzó hasta la conclusión de que una prueba no cultural representará la capacidad de una población como se pretende y no reflejará las habilidades de un grupo que no está representado.

## Historia
El sesgo cultural también puede surgir en el estudio de la historia, cuando las normas, supuestos y convenciones del historiador de la época son de forma anacrónica, utilizados para informar y evaluar los eventos del pasado. Esta tendencia se conoce a veces como presentismo, y es considerado por muchos historiadores como un error que debe evitarse. Arthur Marwick ha argumentado que «una comprensión del hecho de que las sociedades anteriores son muy diferentes de las nuestras, y ... es muy difícil llegar a saber» es un elemento esencial y fundamental de la habilidad del historiador profesional; y que «el anacronismo es todavía uno de los más evidentes fallos cuando los no calificados (aquellos expertos en otras disciplinas, tal vez), intentan hacer historia».